# Zvole u Zábřeha

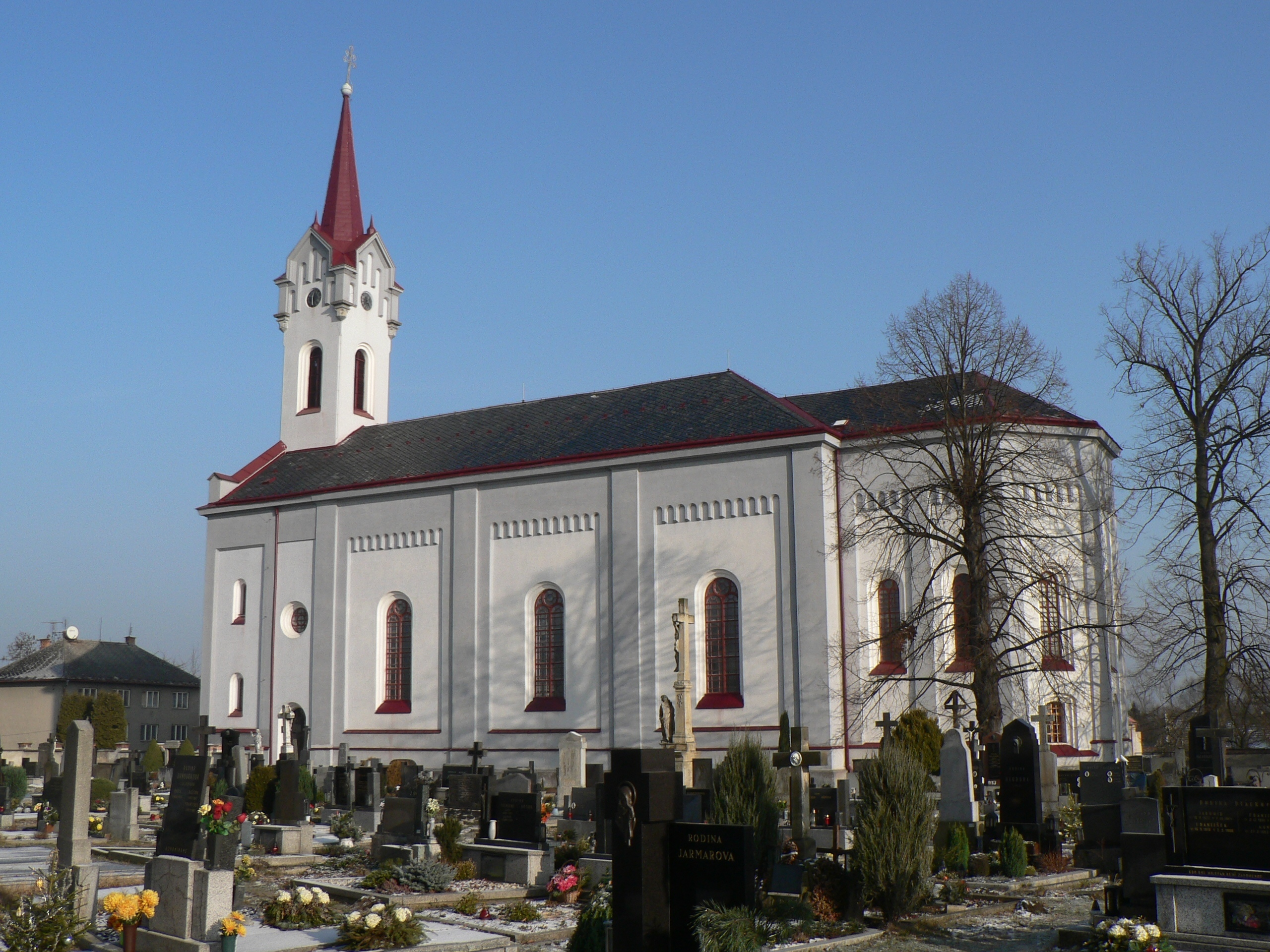
Kirche der Unbefleckten Empfängnis der Jungfrau Maria

Zvole (deutsch Schmole) ist eine Gemeinde in Tschechien. Sie liegt sechs Kilometer südöstlich von Zábřeh und gehört zum Okres Šumperk.

## Geographie
Zvole befindet sich am Ostufer der March in der Müglitzer Furche (Mohelnická brázda). Oberhalb des Dorfes münden die Moravská Sázava und der Kanal Vitošovský náhon in die March ein. Durch das Dorf führt die Staatsstraße 44 zwischen Zábřeh und Mohelnice, östlich führt die Eisenbahnstrecke von Olomouc nach Zábřeh vorbei.
Nachbarorte sind Rájec und Leština im Norden, Vitošov im Nordosten, Hrabová im Osten, Dubicko und Bohuslavice im Südosten, Lukavice und Vlachov im Süden, Slavoňov und Krchleby im Südwesten, Dolní Bušínov und Pobučí im Westen sowie Jestřebí im Nordwesten.

## Geschichte
Die erste schriftliche Erwähnung des Dorfes erfolgte 1273 in einer für den Müglitzer Richter ausgestellten Urkunde des Bistums Olmütz. Der Ort wurde zusammen mit weiteren Dörfern als bischöfliches Lehen an einen niederen Landadeligen ausgereicht. Seit 1275 ist die Existenz der Filialkirche St. Ägidius belegt. Die Vladiken von Zvole besaßen auch die umliegenden Lehngüter und erhielten in der Mitte des 14. Jahrhunderts nach der Verlagerung der bischöflichen Lehnsadministration von Müglitz auf die Burg Mürau auch das Amt des Burgvogtes von Mürau übertragen.
Während der Hussitenkriege wurde die Kirche zerstört und 1444 wieder aufgebaut. Im 15. Jahrhundert erwarben die Zvolský von Zvole weitere Lehngüter. Dazu gehörte im Jahre 1437 Goldenstein, nach dem sich die Linie als von Zwole und Goldenstein nannte. In dieser Zeit kam es zwischen den katholischen Herren von Zwole und ihren Nachbarn, den hussitischen Tunkl von Brníčko auf Zábřeh zu kriegerischen Auseinandersetzungen. Zur Feste Zvole gehörte eine Brauerei und Mühle. Außerdem bestanden im Ort eine Pfarre und eine Schule.
Während der Kämpfe zwischen Matthias Corvinus und Georg von Podiebrad um die Böhmische Krone kam es vom 30. September zum 1. Oktober 1468 zwischen Rájec und Zvole zu einer Schlacht zwischen böhmischen und ungarischen Truppen. Dabei überfielen die unter dem Kommando des schlesischen Ritters Franz von Hag (František z Háje) stehenden Ungarn aus Olmütz kommend zunächst das Nachtlager der Böhmen bei Zvole. Am nächsten Tag wurden die Böhmen auf dem einzig offenen Rückzugsweg nach Zábřeh auch von der Besatzung der Feste Rájec angegriffen und eingekesselt. Bei den verbitterten Kämpfen starben auf böhmischer Seite etwa 600 Mann, ein Teil davon ertrank in der Moravská Sázava. Der böhmische Heerführer Zdeněk Kostka von Postupitz wurde dabei, wahrscheinlich durch Johann von Würben, tödlich verwundet und auf die Burg Zábřeh verbracht, wo er verstarb.
Im Jahre 1500 erwarben die Herren von Zierotin Zvole zusammen mit sechs weiteren Dörfern. Nachdem das Bistum Olmütz 1561 die Güter zurückgekauft hatte, wurden sie der Herrschaft Mürau angeschlossen. Die Feste verlor ihre Funktion und wurde im 17. Jahrhundert zu einem Speicher und Hegerhaus umgebaut. Während des Dreißigjährigen Krieges wurde das Dorf von schwedischen Truppen niedergebrannt. Das Hufenregister von 1677 weist für Zvole 35 bewirtschaftete Anwesen und vier wüste aus; die Brauerei bestand nicht mehr. 1787 wurde der Hof Zvole parzelliert und am südwestlichen Ortsrand die nach dem Erzbischof Anton Theodor von Colloredo-Waldsee-Mels benannte Siedlung Kolloredo angelegt. Kolloredo bestand aus zwei langen Häuserreihen, die beiderseits einer Straße angelegt wurden. Nach 1800 begann der Abbau von Eisenerz in der Umgebung des Ortes. 1834 lebten in den 77 Häusern von Zvole 554 Menschen; in Kolloredo standen 60 Häuser mit 409 Bewohnern.
Nach der Aufhebung der Patrimonialherrschaften bildete Zvole/Schmole mit dem Ortsteil Kolloredo/Kolorédov ab 1850 eine Gemeinde im Bezirk Hohenstadt. 1854 brannte die Kirche ab. Kolloredo bildete ab 1869 eine eigene politische Gemeinde. 1876 wurde die tschechische Freiwillige Feuerwehr Zvole gegründet. 1884 nahmen in Zvole und Kolloredo zwei Schulen den Unterricht auf. Die in Kolloredo war eine deutsche Schule, in Zvole wurde zunächst in Tschechisch und Deutsch unterrichtet. Da die Deutschen ihre Kinder schließlich alle nach Kolloredo ummeldeten, wurde die Schule in Zvole zu einer rein tschechischen. In Zvole standen im Jahre 1900 84 Häuser mit 590 Bewohnern, davon 46 Deutsche. In den 63 Häusern von Kolloredo lebten 395 Menschen, davon 189 Tschechen. 1918 wurde die deutsche Schule in Kolloredo geschlossen und seit 1919 ist das Dorf wieder ein Ortsteil von Zvole.
1930 hatte die Gemeinde 938 Einwohner, davon 824 Tschechen und 113 Deutsche. Nach dem Münchner Abkommen wurde der Ort 1938 dem Deutschen Reich angeschlossen und gehörte bis 1945 zum Landkreis Hohenstadt. Während der Besetzung wurde ausschließlich die deutsche Minderheit gefördert. 1939 lebten in Schmole 965 Menschen. Nach dem Ende des Zweiten Weltkrieges wurde die deutsche Minderheit vertrieben. Dadurch sank die Zahl der Bewohner und 1950 lebten in den 170 Häusern noch 750 Menschen. Zum Ende des Jahres 1960 wurde der Okres Zábřeh aufgelöst und die Gemeinde dem Okres Šumperk zugeordnet. Im Jahre 1991 bestand der Ort aus 192 Wohngebäuden mit 704 Bewohnern.

## Gemeindegliederung
Für die Gemeinde Zvole sind keine Ortsteile ausgewiesen. Zu Zvole gehört die Ortslage Kolorédov (Kolloredo).

## Sehenswürdigkeiten
- Kirche der Unbefleckten Empfängnis der Jungfrau Maria, geweiht 1876